# Habrocestum
Genre
Habrocestum est un genre d'araignées aranéomorphes de la famille des Salticidae.

## Distribution
Les espèces de ce genre se rencontrent en Afrique, dans le sud de l'Asie, en Europe du Sud et en Océanie.

## Liste des espèces
Selon World Spider Catalog (version 26, 26/05/2025) :
- Habrocestum africanum Wesołowska & Haddad, 2009
- Habrocestum albimanum Simon, 1901
- Habrocestum albopunctatum Wesołowska & van Harten, 2002
- Habrocestum algericum Dalmas, 1920
- Habrocestum arabicum Prószyński, 1989
- Habrocestum auricomum Haddad & Wesołowska, 2013
- Habrocestum benjamin Jose, Caleb & Sudhikumar, 2024
- Habrocestum bovaei (Lucas, 1846)
- Habrocestum dubium Wesołowska & van Harten, 2002
- Habrocestum egaeum Metzner, 1999
- Habrocestum ferrugineum Wesołowska & van Harten, 2002
- Habrocestum flavimanum Simon, 1901
- Habrocestum formosum Wesołowska, 2000
- Habrocestum gibbosum Wesołowska & van Harten, 2007
- Habrocestum graecum Dalmas, 1920
- Habrocestum hantaneensis Kanesharatnam & Benjamin, 2016
- Habrocestum hongkongiense Prószyński, 1992
- Habrocestum ibericum Dalmas, 1920
- Habrocestum ignorabile Wesołowska & van Harten, 2007
- Habrocestum imilchang Kadam & Tripathi, 2023
- Habrocestum inquinatum Wesołowska & van Harten, 2002
- Habrocestum kerala Asima, Caleb, Babu & Prasad, 2022
- Habrocestum kodigalaensis Kanesharatnam & Benjamin, 2016
- Habrocestum latifasciatum (Simon, 1868)
- Habrocestum laurae G. W. Peckham & E. G. Peckham, 1903
- Habrocestum lepidum Dalmas, 1920
- Habrocestum liptoni Kanesharatnam & Benjamin, 2020
- Habrocestum longispinum Sankaran, Malamel, Joseph & Sebastian, 2019
- Habrocestum luculentum G. W. Peckham & E. G. Peckham, 1903
- Habrocestum mookambikaense Sudhin, Sen, Caleb & Hegde, 2022
- Habrocestum mozambicum Haddad, Wiśniewski & Wesołowska, 2024
- Habrocestum nahalit Szűts & Gavish-Regev, 2024
- Habrocestum naivasha Dawidowicz & Wesołowska, 2016
- Habrocestum namibicum Wesołowska, 2006
- Habrocestum nigristernum Dalmas, 1920
- Habrocestum ohiyaensis Kanesharatnam & Benjamin, 2016
- Habrocestum ornaticeps (Simon, 1868)
- Habrocestum papilionaceum (L. Koch, 1867)
- Habrocestum peckhami Rainbow, 1899
- Habrocestum penicillatum Caporiacco, 1940
- Habrocestum personatum Wesołowska & Russell-Smith, 2011
- Habrocestum pullatum Simon, 1876
- Habrocestum punctiventre Keyserling, 1882
- Habrocestum sahyadri Asima, Caleb & Prasad, 2024
- Habrocestum sapiens (G. W. Peckham & E. G. Peckham, 1903)
- Habrocestum schinzi Simon, 1887
- Habrocestum shendurneyense Asima, Caleb, Babu & Prasad, 2022
- Habrocestum shulovi Prószyński, 2000
- Habrocestum simoni Dalmas, 1920
- Habrocestum socotrense Wesołowska & van Harten, 2002
- Habrocestum speciosum Wesołowska & van Harten, 1994
- Habrocestum subdotatum Caporiacco, 1940
- Habrocestum subpenicillatum Caporiacco, 1941
- Habrocestum superbum Wesołowska, 2000
- Habrocestum swaminathan Jose, Caleb & Sudhikumar, 2024
- Habrocestum tanzanicum Wesołowska & Russell-Smith, 2000
- Habrocestum togansangmai Kadam & Tripathi, 2023
- Habrocestum verattii Caporiacco, 1936
- Habrocestum virginale Wesołowska & van Harten, 2007

## Systématique et taxinomie
Ce genre a été décrit par Simon en 1876 dans les Attidae.

## Publication originale
- Simon, 1876 : Les arachnides de France. Paris, vol. 3, p. 1-364 (texte intégral).